# Delicious way
delicious way – debiutancki album studyjny japońskiej piosenkarki Mai Kuraki, wydany 28 czerwca 2000. Album osiągnął 1 pozycję w rankingu Oricon i pozostał na liście przez 36 tygodni, sprzedał się w nakładzie 3 530 420 egzemplarzy. Album zdobył status 3× Milion.

## Lista utworów
| Nr  | Tytuł                                | Słowa                     | Kompozycja                        | Aranżacja     | Czas |
| --- | ------------------------------------ | ------------------------- | --------------------------------- | ------------- | ---- |
| 1.  | "Delicious Way"                      | Mai Kuraki                | Aika Ōno                          | Cybersound    | 3:50 |
| 2.  | "Love, Day After Tomorrow"           | Mai Kuraki                | Aika Ōno                          | Cybersound    | 4:02 |
| 3.  | "Secret of my heart"                 | Mai Kuraki                | Aika Ōno                          | Cybersound    | 4:24 |
| 4.  | "Stepping ∞ Out"                     | Mai Kuraki                | Yoko B. Stone                     | Yoko B. Stone | 4:38 |
| 5.  | "Baby Tonight ~You & Me~"            | Mai Kuraki, M. Africk     | Yoko B. Stone, Tomoo Kasahara     | Yoko B. Stone | 3:59 |
| 6.  | "Can't get enough ~gimme your love~" | Mai Kuraki, Yoko B. Stone | Yoko B. Stone                     | Cybersound    | 3:42 |
| 7.  | "NEVER GONNA GIVE YOU UP"            | Mai Kuraki, M. Africk     | M. Africk, M. Pessoa, Perry Geyer | Cybersound    | 3:59 |
| 8.  | "Stay by my side"                    | Mai Kuraki                | Aika Ōno                          | Cybersound    | 4:26 |
| 9.  | "Everything's All Right"             | Mai Kuraki                | Masataka Kitaura                  | Cybersound    | 4:07 |
| 10. | "happy days"                         | Mai Kuraki                | Aika Ōno                          | Cybersound    | 4:18 |
| 11. | "Kimi to no jikan" (jap. 君との時間) | Mai Kuraki                | Tomoo Kasahara                    | Cybersound    | 4:15 |

## Notowania
| Lista                       | Pozycja |
| --------------------------- | ------- |
| Oricon Daily Albums Chart   | 1       |
| Oricon Weekly Albums Chart  | 1       |
| Oricon Monthly Albums Chart | 1       |
| Oricon Yearly Albums Chart  | 1       |